# Щепец (нижний приток Великой)

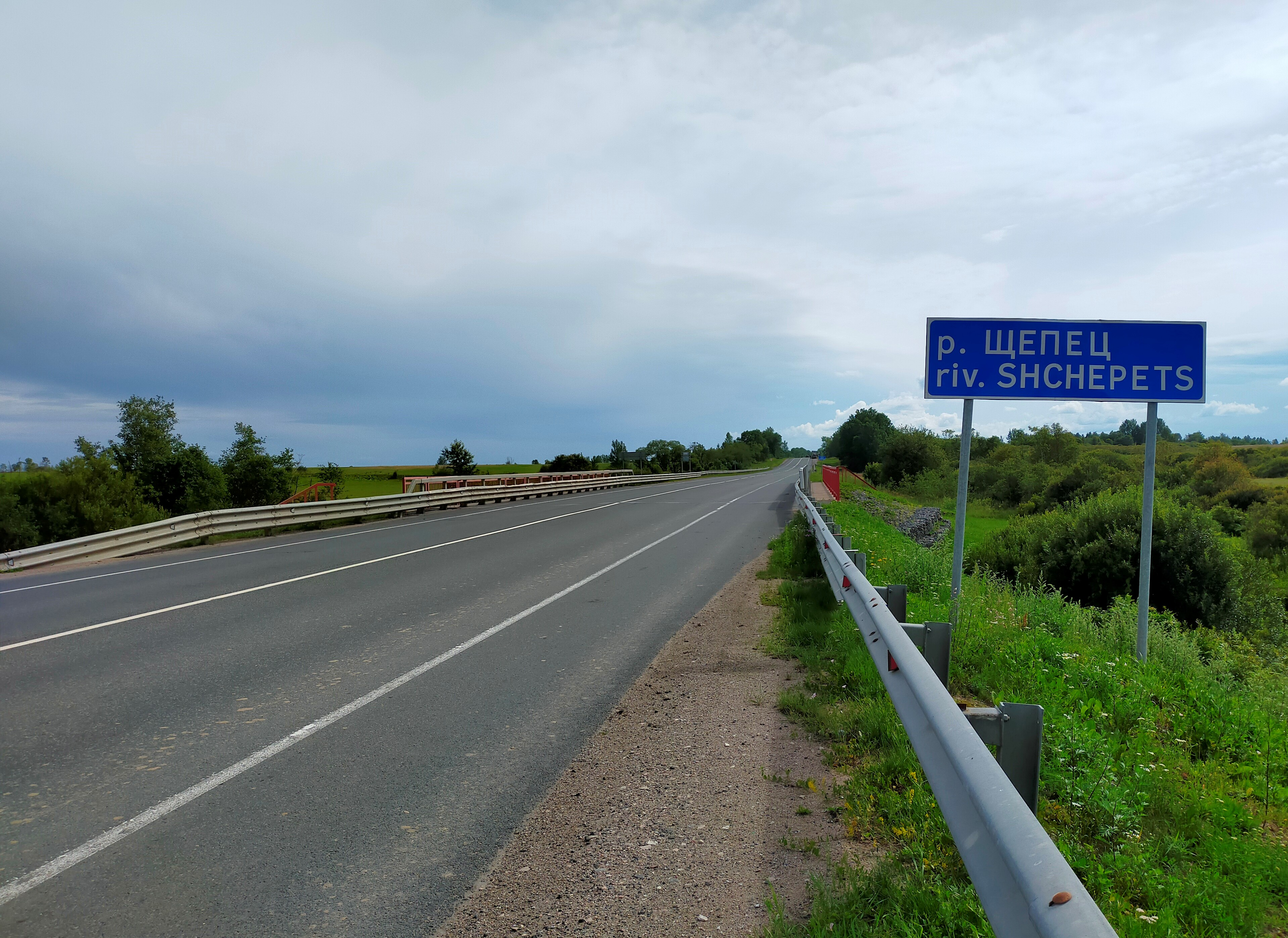
Дорожный указатель перед мостом

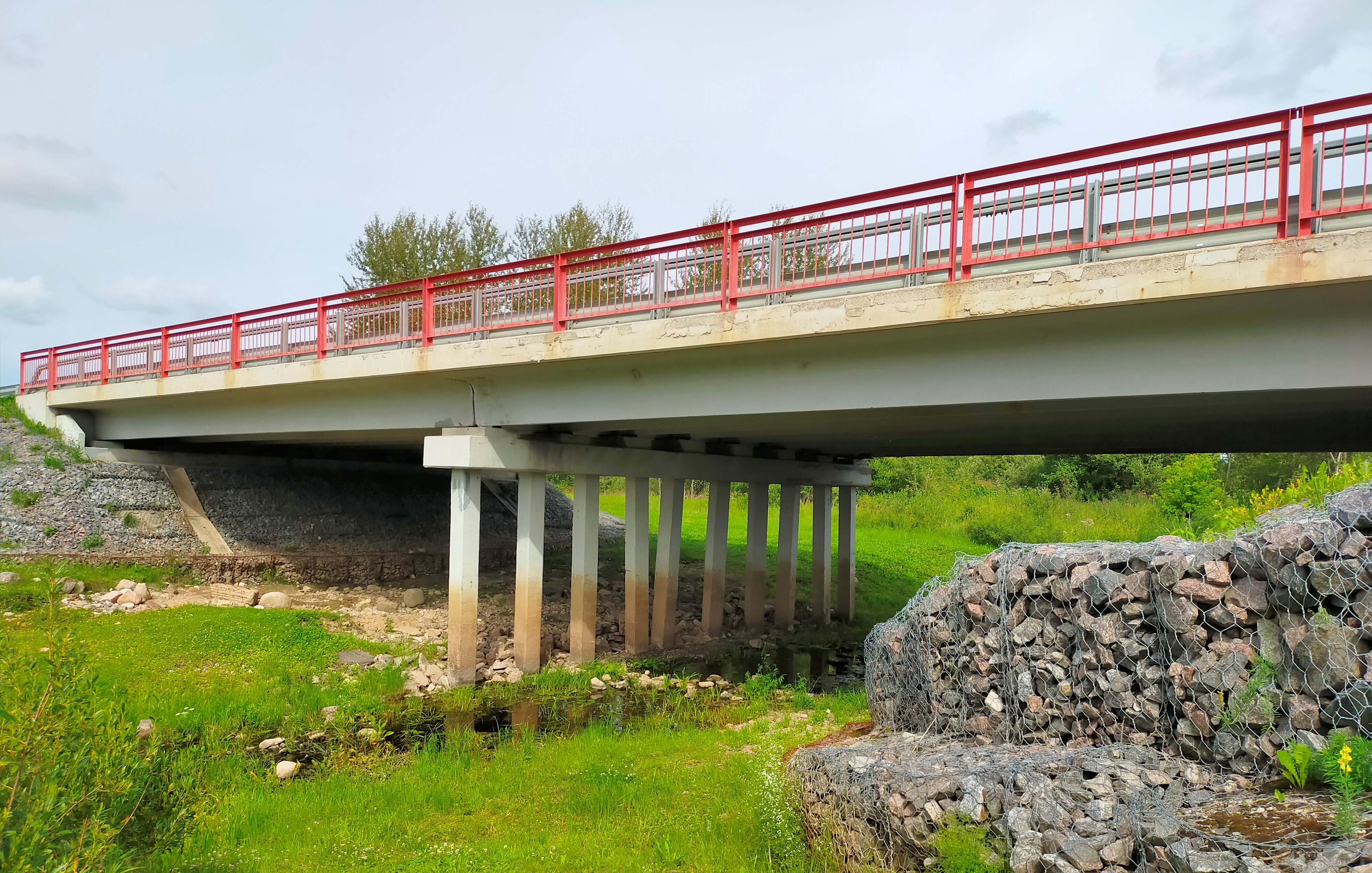
Мост через реку на пересечении с автодорогой Р-23

Щепец — река в России, протекает по территории Печорского и Палкинского районов Псковской области. Длина реки — 30 км, площадь водосборного бассейна — 233 км².
Начинается западнее деревни Колосовка. Течёт в общем восточном направлении через Кулаково, Новую, Поддубье, Мылово, Ведюги, Ворошилово, Гоглово, Боровики, Бобьяково, Апарино, Костыгино, Олохово, Флорево. Устье реки находится в 43 км по левому берегу реки Великой.
Основной приток — Шаглынь — впадает слева.

## Данные водного реестра
По данным государственного водного реестра России относится к Балтийскому бассейновому округу, водохозяйственный участок реки — Великая. Относится к речному бассейну реки Нарва (российская часть бассейна).
Код объекта в государственном водном реестре — 1030000212102000029027.